# Сушельницька Ірина Любомирівна
Сушельницька Ірина Любомирівна (народилася 30 січня 1976 року) — українська художниця. Заслужений художник України
. Живописець, графік, член національної спілки художників України, м. Одеса.
Член національної спілки художників України, м. Одеса

## Життєпис
Свої роботи художник Ірина Сушельницька підписує  кількома варіантами підпису, включаючи традиційний підпис і монограму  SILа, утворену з початкових літер її прізвища, імені та по батькові. Кожен із цих підписів є важливим елементом ідентифікації робіт, що підкреслює індивідуальний стиль і підхід автора. 
Освіта: Південноукраїнський національний педагогічний університет імені К. Д. Ушинського, художньо-графічний факультет. Диплом магістра з відзнакою.
І.Сушельницька використовує у своїй творчий діяльності різні техніки і стилі.
Роботи художника включають: картини, скульптури, інсталяції також цифрове мистецтво та відео-арт.
Знаково-символічний стиль, є характерним творчим почерком художника, звертає увагу глядача на певних формах зовнішнього світу трактуючи події в |міфопоетичному ключі, подібно українському бароко, що підкреслює культурну цінність української ідентичності.
Художниця у своєму творчому дослідженні знаково-символічних функцій культури використовує всі доступні форми виразності, що утворюють свого роду парад знакових систем (природна мова, мова жестів, міміка, пантоміміка, хореографія, спів, музика, колір та сучасні знакові системи передачі емоцій при мережевому спілкуванні.
Загалом, художник протягом багатьох років творчості осмислює події, що відбуваються у теперішньому часу, знаходячи нові сучасні форми, вдало поєднуючи минуле з сьогоденням.
У роботах Ірини Сушельницької також помітні елементи соціальної критики і рефлексії. Вона часто зачіпає актуальні теми сьогодення: екології, соціальної справедливості і місця людини в сучасному світі. Її роботи можуть бути інтерпретовані як коментарі до поточних соціальних і політичних проблем, а також як спроба знайти новий сенс у розумінні сучасного світу. У своїх роботах автор приділяє увагу проблемам глобальної самотності та розгубленості людини, її природної ідентифікації в знеособлених мегаполісах, соціальної нерівності, вплив політики та держави на життєві процеси.
Особливо важливим інструментом для художника став метамодернізм, який являє собою синтез різних стилів і тенденцій, зокрема літературу, живопис, скульптуру, кіно, музику і театр. Це дає їй свободу для експериментів і створення різноманітних форм, що допомагає висловити складність і різноманіття сучасного світу.
У своїх роботах звертається до історичних і культурних традицій, щоб створити нові символи і значення. Вона також активно використовує інтернет і соціальні мережі, щоб спілкуватися з публікою і створювати інтерактивні твори мистецтва.
Однією з найбільш вразливих тем, що знайшли своє відображення в роботах художниці, є людина та її пошук ідентичності в сучасному світі. Саме у творах, що присвячені цій темі, можна побачити, наскільки вдало художниця використовує концептуальний оксюморон, демонструючи як загальність, так і унікальність людської існування.
Особливу увагу художниця приділяє темі війни. Російське вторгнення в Україну (з 2022)
В умовах воєнного стану під час збройної агресії Російське вторгнення в Україну (з 2022) І. Сушельницька плідно працює в складних умовах сьогодення, створює мистецькі колекції для публічного показу у соціальних мережах та публічних медіа, бере участь в міжнародних та українських виставках аукціонах і благодійних заходах.
 «Протягом всієї історії художники використовували свої твори, щоб відобразити жахи і трагедії війни, щоб показати, як жорстоко і нещадно вона вбиває і руйнує. Мистецтво допомагає привернути увагу до проблем, що виникають внаслідок воєн, і сприяє миру та порозумінню між народами. Воно може змусити глядачів задуматися над наслідками війни і привести до того, щоб люди стали більш сприйнятливими до ідей миру і гармонії».

## Деякі виставки
- 2024 — «Les Couleurs Art Gallery» Miami, USA
- 2023 — «D Contemporary» gallery, LONDON UK
- -2023 — Всеукраїнська виставка — бієнале «Море акварелі»
- -2023 — Персональна виставка, Центр сучасного містецтва України «UNION»
- -2023 — ПОО НСХУ, "Всеукраїнська художня виставка рисунку «Лінія і простір»
- -2023 — St Andrews, Страна: Scotland (Шотландия) Edinburgh, Glasgow
- -2023 — ЦБХ, Київ, «VІІІ Всеукраїнська трієнале живопису».
- -2023 — Центр сучасного містецтва України «UNION» (персональна графічна виставка)
- 2023 — графічна віставка «КОД» Крила образотворчого містецтва. Музей Західного і східного мистецтва. (персональна виставка)
- 2023  - France — Sorbonne ArtGallery — 2022, проект — «Голос війни» Университет Париж, Пантеон-Сорбонна Sorbonne, Paris, Île-de-France,
- 2022 — Аукціон «Save Ukraine» Бейрут на Зейтуна Бейрут «Le Yachtclub-Beirut». Галереї Exode «Lebanese artists for peace»
- 2022 — групова виставка по городам побратимам «Україна, Європейська солідарність» «Art of Ukraine». Constanta (Romania, Warsaw (Poland), Sofia (Bulgaria)
- 2022 — Виставка проєкт "Непорушна стіна «Supernova. Art of Ukraine» — у Basel Art Center.
- ІХ Всеукраїнська трієнале «Графіка-2021» ЦБХ, Київ
- 2022 — ХІ Всеукраїнська художня виставка-конкурс імені Георгія Якутовича, ЦБХ, Київ
- Київ 2022 — Всеукраїнська виставка -бієнале «Море акварелі»
- 2022 — Всеукраїнська патріотична виставка. ЦБХ,
- 2022 — Всеукраїнська «В'ЄТНАМ — УКРАЇНА» ЦБХ, Київ
- 2021 — Всеукраїнська виставка до Дня Незалежності України, ЦБХ, Київ 2021 — ІІ Міжнародна трієнале «НЮ-ART», «ART NOVA» НСХ
- 2021 — UAFRA «Українська Асоціація жіночих досліджень в мистецтві».  Київ «Femininity!»
- 2021 — Галерея» Сади Перемоги " (персональна виставка)
- 2021 — Міжнародна виставка-фестиваль актуального мистецтва" CONNECT « Mykolaiv ART Week»
- 2021 — музей Західного і східного мистецтва. (персональна виставка)
- 2017 — персональна виставка живопису. Галерея «Сади Перемоги»
- 2014 - Ukraine-Bulgaria Sofia
- 2012 — Галерея « Сади Перемоги» (персональна виставка)
- 2012 — Кірха святого Павла (персональна виставка)
- 2012 — Одеський будинок вчених (персональна виставка)
- 2011 — Одеська міська рада.(персональна виставка)
- 2011 — музей образотворчих мистецтв ім. А. Білого. Іллічівськ (персональна виставка)
- 2010 — Білгород-Дністровському краєзнавчий музей (персональна виставка)

## Соціальні мережі
- https://www.instagram.com/irina_sushel
- https://www.facebook.com/Sushelnitskaya
- Youtube.com/@sushelnytska
- https://www.tiktok.com/@irina_sushelnytska
- https://rarible.com/irina_sila
- https://issuu.com/sila_art/docs/catalog_sila_2019_____issuu_